# Napad u Osnovnoj školi Prečko
U jutro 20. prosinca 2024. godine 19-godišnji je muškarac nožem ozlijedio sedmero ljudi u Osnovnoj školi Prečko u Zagrebu, pri čemu je usmrtio jednog učenika te ozlijedio troje djece i razrednu učiteljicu. Vlada Republike Hrvatske i Grad Zagreb proglasili su 21. prosinca 2024. danom žalosti povodom napada.
Bio je to prvi napad u hrvatskoj školi od pucnjave u Zadru 1972. godine, kada je 19-godišnji učenik upucao i usmrtio dvojicu učitelja u Gimnaziji Vladimira Nazora.

## Napad
Napadač je odjeven u crno i s balaklavom na glavi ušao u Osnovnu školu Prečko oko 9:50. Poslije ulaska u školu počeo je udarati jednog učenika u hodniku, nakon čega je ušao u prostoriju jednoga prvog razreda i nožem napao učenike; jednog sedmogodišnjeg učenika smrtno je ranio, a troje je učenika i prisutnu razrednu učiteljicu ozlijedio. Šezdesetdvogodišnja je učiteljica navodno pokušala zaštititi učenike, pri čemu je izbodena 31 put. Ozlijeđena su djeca u dobi od 7, 11 i 15 godina.
Napadač je poslije napada pobjegao u zahod obližnjeg doma zdravlja, gdje je pokušao počiniti samoubojstvo. U pokušaju ga je uhvatila i zaustavila policija, koja ga je ondje uz pomoć građana pronašla deset minuta nakon dojave o napadu. Policija je mladog muškarca uhitila te je on odvezen u bolnicu radi zbrinjavanja rana nanesenih pri pokušaju samoubojstva. Na igralište škole sletio je helikopter popraćen vozilima hitne pomoći kojima su ranjeni prevezeni u nekoliko zagrebačkih bolnica.

## Istraga
Nekoliko sati nakon napada ministar unutarnjih poslova Davor Božinović izjavio je da napadač ima povijest psihičkih smetnji, a Ministarstvo zdravstva pokrenulo je inspekciju u Klinici za psihijatriju Sveti Ivan, gdje se napadač navodno liječio. Božinović je istaknuo da točan motiv za napad nije poznat.
Policija je po završetku očevida izjavila da će se napadača kazneno prijaviti za teško ubojstvo i četiri pokušaja teškog ubojstva. Razgovor s napadačem tog dana nisu proveli zbog njegova zdravstvenog stanja.

## Napadač
Napadač, devetnaestogodišnji muškarac, bivši je učenik Osnovne škole Prečko i trpio je psihičke tegobe, zbog čega je 2023. već pokušao izvršiti samoubojstvo. Njegova je majka za 24sata navodno izjavila da je na dan napada u 9:00 odveden u dnevnu bolnicu te da ne zna zašto je otišao u školu. Mladi muškarac navodno je svoju majku i baku mjesec i pol dana prije napada zaključao u stanu nakon što im je oduzeo mobitele i ključeve, nakon čega je odveden u psihijatrijsku bolnicu na Jankomiru. Index.hr navodi da je u prošlosti bio sklon samoozljeđivanju.
Prema RTL-ovoj reportaži muškarac je bio »opsjednut« noževima i sabljama i kupovao ih je na internetu.

## Odjeci

### Hrvatska
Građani su se tijekom dana okupljali na igralištu škole i ispred mjesnog odbora Prečko, gdje su zapalili svijeće te ostavljali poruke i dječje igračke u spomen žrtvi.
Vlada Republike Hrvatske proglasila je 21. prosinca 2024. danom žalosti. Gradonačelnik Zagreba Tomislav Tomašević i premijer Andrej Plenković iznijeli su istoga dana niz mjera za povećanje sigurnosti škola u cijeloj Hrvatskoj koje se namjeravaju uvesti do ponovnog otvaranja škola nakon praznika u siječnju 2025. Grad Zagreb objavio je na svojim stranicama kontakte službi za psihološku pomoć i savjetovanje dostupnih svim građanima bez potrebe za uputnicom.
Predsjednica sindikata učitelja pozvala je na uvođenje Nacionalnog plana za zaštitu i prevenciju od nasilja u školama, koji nakon prethodnoga rada nikad nije dovršen. Sindikat hrvatskih učitelja, Sindikat »Preporod« i Nezavisni sindikat zaposlenih u srednjim školama Hrvatske uz poruku sućuti najavili su mirni mimohod »Za sigurnu školu« 23. prosinca u 18:00 od Trga Republike Hrvatske.
S obzirom na to da se napad dogodio usred predizborne kampanje predsjedničkih izbora, kandidati su toga i sljedećeg dana otkazali sve skupove.

### Inozemstvo
Sućut obiteljima stradalih izrazili su srbijanski predsjednik Aleksandar Vučić, slovenski predsjednik Vlade Robert Golob, članovi predsjedništva Bosne i Hercegovine Željka Cvijanović, Denis Bećirović i Željko Komšić te veleposlanica SAD-a Nathalie Rayes.
Crnogorski predsjednik Jakov Milatović također je izrazio svoju sućut, a Vlada Crne Gore proglasila je 23. prosinca 2024. danom žalosti povodom tragedije.